# Плацдарм «Джуно»

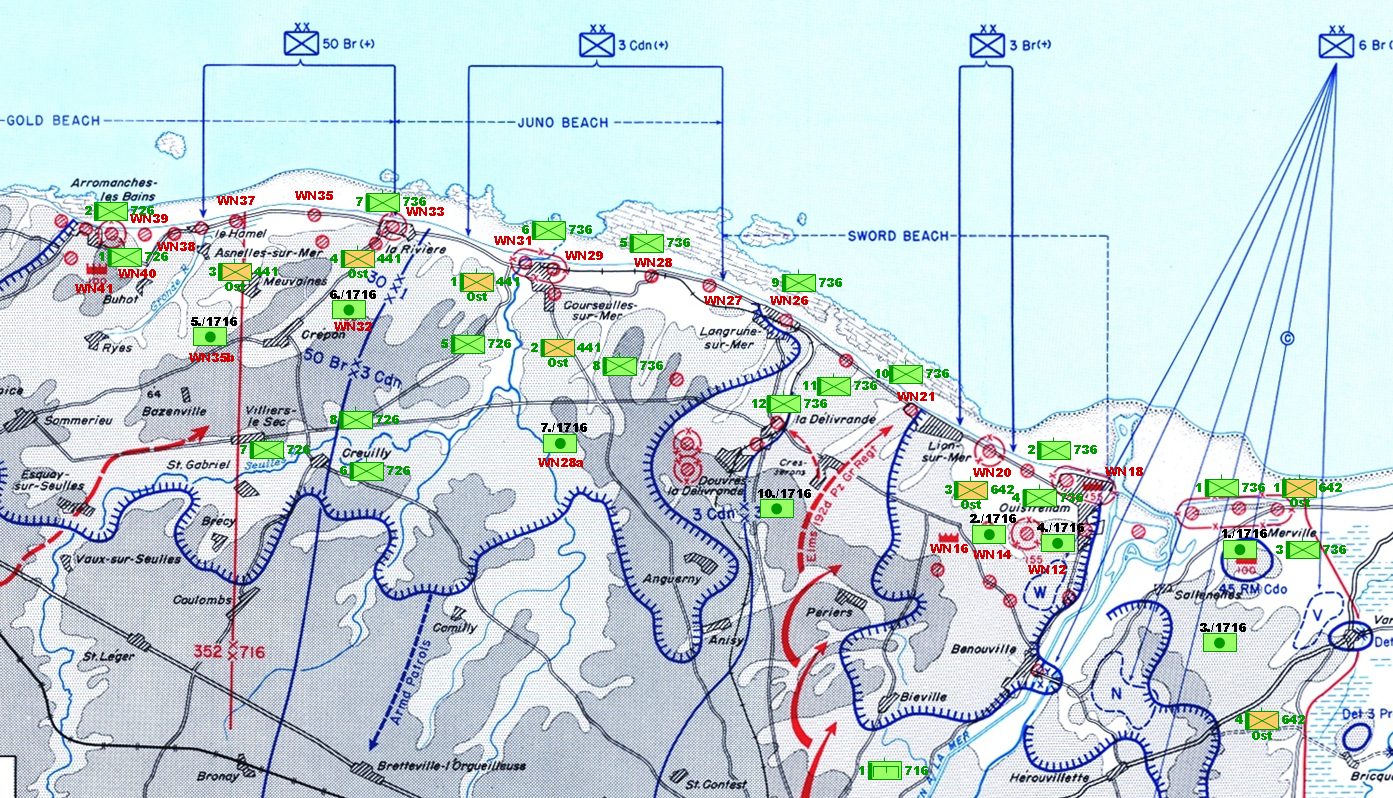
Карта районів берегової оборони, які утримувала 716-та німецька дивізія в смузі вторгнення союзників. Плацдарми «Голд», «Джуно» та «Сорд» (зліва направо)

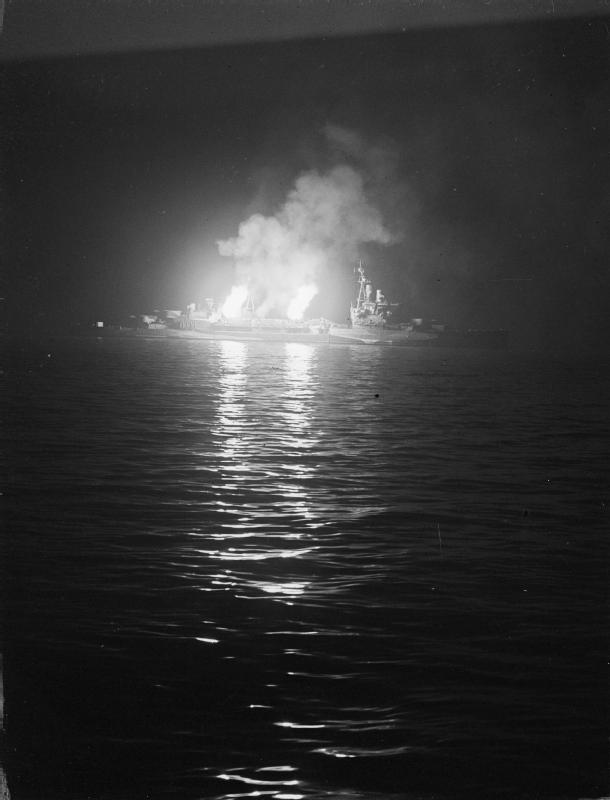
Легкий крейсер «Белфаст» надає артилерійську підтримку канадським військам, що висадилися в Нормандії

Плацдарм «Джуно» (англ. Juno Beach) також відомий під назвою канадський плацдарм — кодове найменування одного з п'яти секторів вторгнення союзників силами Канадських збройних сил 6 червня 1944 року на узбережжя окупованої нацистами території Франції в ході висадки в Нормандії часів 2-ї світової війни.

## Історія
На плацдарм «Джуно», що знаходився між двома британськими зонами вторгнення «Голд» і «Сорд», висаджувалися канадські війська, у складі 3-ї піхотної дивізії Канади із засобами посилення, які на цьому етапі операції оперативно підпорядковувалися командирові 1-го британського корпусу. Смуга вторгнення розташовувалася між населеними пунктами Нормандії Курсель-сюр-Мер—Сент-Обен-сюр-Мер—Берньєр-сюр-Мер.
Війська, що висадилися на своєму плацдармі, з перших же хвилин бою зіткнулися з сильно укріпленими фортифікаціями противника, підтримувану вогнем артилерії важкого і середнього калібру, що знаходяться в глибині оборонних позицій, які не були придушені попередніми бомбардуваннями з моря і повітря.
Перша хвиля десанту зазнала до 50% втрат при висадці, таким чином, виявившись на другому місці після плацдарму «Омаха», за кількістю бойових втрат у перші хвилини операції. Значну допомогу висадці надала спеціальна броньована техніка, використання якої істотно допомогло десанту прорвати першу лінію оборони військ вермахту і просунутися вглиб плацдарму. В той же час, незважаючи на істотні втрати, канадці змогли в перші ж години вторгнення досить успішно подолати оборону противника та віддалитися від узбережжя, більш того група танків зуміла досягти лінії максимального просування десанту, поставлену на перший день операції, але виявившись без підтримки піхоти вимушена була повернутися назад.
До кінця дня «Д», канадці практично повністю опанували захоплений плацдарм, і 3-тя піхотна дивізія змогла міцно закріпитися на французькому березі, просунувшись значно глибше, ніж війська союзників на решті плацдармів. І хоча дві оборонні споруди військ берегової оборони німців на території плацдарму утримували свої позиції ще кілька днів, до 30 тис. військовослужбовців союзників було зосереджено до півночі першого дня вторгнення.
Наступного дня і згодом канадський десант піддавався запеклим атакам танкових підрозділів (21-ша танкова і 12-та танкова СС «Гітлерюгенд» дивізії), проте зміг утримати зайняті позиції і виконати завдання з концентрації основних сил вторгнення на березі Нормандії.